# 舞水端里
舞水端里（ムスダンニ、ムスダンリ）は、朝鮮民主主義人民共和国咸鏡北道花台郡にある地名（里）。
弾道ミサイルであるテポドン1号・テポドン2号の発射基地があると見られている。米国側による「テポドン」の呼称は、この地の集落の日本統治時代の地名・大浦洞（テポドン）から取られている。また、2007年4月25日に平壌で行われた朝鮮人民軍創設75周年記念パレードで初めてその姿を確認された新型の中距離弾道ミサイルの米国側呼称は、現在の地名から取られた（ムスダン）。

## 地理・歴史
舞水端（ムスダン）は、朝鮮半島東北部の海岸線が日本海へ突出し、山塊が75 - 500mの絶壁となって海へと落ち込む一帯を指す。海食崖や奇岩列石が織り成す海岸の地形は、北朝鮮の天然記念物に指定されている。
「舞水端」は「鋳物をつくる村のはずれ」という意味合いを持つ무쇠끝（ムスェックッ）という朝鮮語固有語の地名に漢字を当てたもの、すなわち、무쇠（「鋳鉄」の意）には似た発音の「舞水」を、끝（「端」「果て」「終わり」の意）には意味から「端」を当てたものであるという。
日本統治時代、舞水端一帯は明川郡下古面に属していた。この地区の行政地名は1958年に舞水端里となった。

## ミサイル発射関連施設

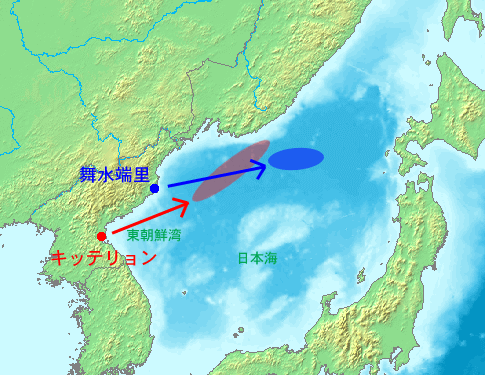
2006年のミサイル発射実験

舞水端里には、北朝鮮当局が保有する弾道ミサイルの発射関連施設が集中しており、衛星画像からも次のような施設が観測・推定されている。これらの施設の稼働には、朝鮮総連の科協メンバーや土台人が大きく関与したとされる。
- ミサイル発射台 － 北緯40度51.342分 東経129度39.948分 / 北緯40.855700度 東経129.665800度
- エンジン試験場 － 北緯40度51.138分 東経129度40.788分 / 北緯40.852300度 東経129.679800度
- ミサイル点検施設 － 北緯40度51.348分 東経129度39.552分 / 北緯40.855800度 東経129.659200度
- ミサイル管制施設 －  北緯40度51.78分 東経129度39.624分 / 北緯40.86300度 東経129.660400度

1984年以降、「火星」（スカッド）シリーズやノドン、テポドンシリーズなどのミサイルが、舞水端里で試験発射されている。
1998年、北朝鮮のメディアは、ロケット「白頭山1号」によって人工衛星「光明星1号」の軌道投入に成功したことを報道した。発射地は舞水端里である。しかし実際には軌道投入に失敗したと見られており、日本国政府は『弾道ミサイル・テポドン1号』の発射実験だったとみなしている（北朝鮮によるミサイル発射実験 (1998年)参照）。
2006年のミサイル発射実験でも、江原道安辺郡の旗対嶺とともに舞水端里からテポドン2号の発射が行われている。
2009年のミサイル発射実験には3段式のテポドン2号の改良型が舞水端里から発射された。

## 註
1. ↑  デジタル大辞泉 や 中央日報 など
2. ↑  （朝鮮語） 北韓地域情報ネット・行政区域情報館 舞水端里